# El Juicio (álbum)
El Juicio es un álbum de Willie Colón & Héctor Lavoe publicado el 6 de enero de 1972por Fania Records. Fue el tercer disco de oro de Colón y Lavoe, después de Cosa Nuestra, La Gran Fuga, y antes de Lo mato.

## Portada
En la portada del álbum se muestra a Willie Colón, que mantiene su reputación de "el malo", mientras que los miembros de la orquesta (Milton Cardona, José Mangual Jr. y el profesor Joe) son parte del jurado, Jerry Masucci como taquígrafo y Héctor Lavoe como juez.

## El disco
Publicado en el año 1972, producido por Colón y Jerry Masucci, tuvo como director de grabación a Johnny Pacheco.  Fue incluido en el muestrario de los 20 grandes discos de salsa, según Rolling Stone.
Fue relanzado en 2022, con motivo de su 50° aniversario.

## Lista de canciones
| N.º | Título              | Compositor(es)                       | Duración |  |
| 1.  | «Ah-Ah/O-No»        | Willie Colón                         | 3:45     |  |
| 2.  | «Piraña»            | C. Alonso Curet                      | 4:59     |  |
| 3.  | «Seguire sin ti»    | D.R.                                 | 4:10     |  |
| 4.  | «Timbalero»         | Willie Colón                         | 3:30     |  |
| 5.  | «Aguanilé»          | Willie Colón & Héctor Lavoe          | 3:19     |  |
| 6.  | «Sonando Despierto» | Juan José Quirós, Rafael Ángel Ramos | 5:28     |  |
| 7.  | «Si la ves»         | Willie Colón                         | 4:25     |  |
| 8.  | «Pan y agua»        | Willie Colón                         | 7:13     |  |

## Personal

### Músicos
- Willie Colon, Flauta de nariz
- Héctor Lavoe, Voz principal
- José Mangual, Bongo
- Santi González, Bajo
- Louis Romero, Timbales
- Joe Torres, Piano
- Eric Matos, Trombón
- Milton Cardona, Conga
- Gene Golden, Percusión
- Coro: Justo Betancourt, Johnny Pacheco

### Técnico
- Producido por: Willie Colon & Jerry Masucci
- Director de grabación: Johnny Pacheco
- Arreglos de: Willie Colon
- Ilustración del álbum original: Aggie Whelan
- Director de arte: Izzy Sanabria
- Ingeniero: Irving Greenbaum
- Grabado en: Broadway Recording, NY